# Hokey Pokey (danza)

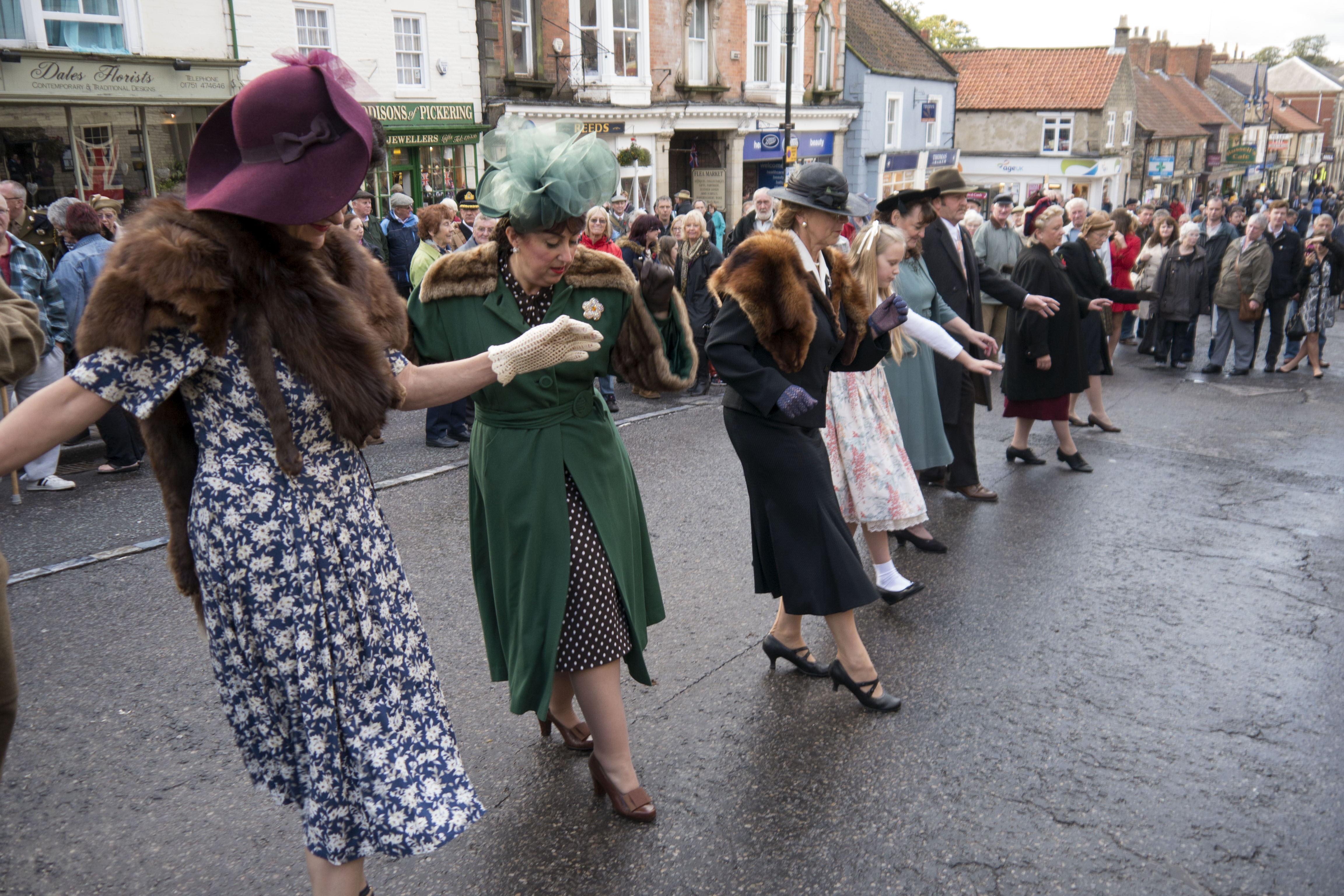
Alcune persone che ballano l'Hokey Pokey in una strada di Pickering

L'Hokey Pokey, conosciuto come Hokey Cokey nel Regno Unito e nei Caraibi, è un ballo e brano musicale di origini britanniche conosciuto principalmente nei Paesi di lingua inglese. 
I partecipanti si dispongono in cerchio e ciascuno di essi allunga in avanti o scuote una parte del corpo quando questa viene menzionata. Alla fine di ogni verso, ciascuno di essi fa una giravolta. Il testo della canzone può essere cantato in gruppo o da un singolo individuo.
Dell'Hokey Pokey esistono alcune varianti già risalenti all'Ottocento. Numerosi artisti hanno proposto delle cover della canzone .

## Testo
Esistono molte variazioni del testo dell'Hokey Pokey. Il testo presenta altri versi identici oltre a quello qui mostrato, ma cambia la parte del corpo menzionata.
Your left arm out

In, out, in, out

You shake it all about

You do the hokey pokey

And you turn around

That's what it's all about»

## Storia
Secondo alcuni, le movenze dell'Hokey Pokey sarebbero nate per parodiare le messe cattoliche. Prima che venissero attuate le riforme seguite al Concilio Vaticano II (1962-1965), il sacerdote eseguiva la cerimonia rivolgendosi all'altare piuttosto che di fronte ai partecipanti alla messa. Pertanto, i fedeli non riuscivano sempre a capire ciò che pronunciava il prete, a capire il suo linguaggio in quanto parlava in latino e a vedere i suoi movimenti. Il nome del ballo altro non sarebbe che una derivazione della frase latina Hoc est enim corpus meum, ovvero "questo è il mio corpo".
Si pensa che l'Hokey Pokey getti le sue basi in una danza popolare britannica e alcune canzoni simili sono già documentate su Popular Rhymes of Scotland di Robert Chambers, pubblicato per la prima volta nel 1826. Nell'edizione dell'opera uscita nel 1842 appare una variante dell'Hokey Pokey:
Hinkumbooby, round about;

Right hands in, and left hands out,

Hinkumbooby, round about;

Fal de ral la, fal de ral la.»
Una variante più recente intitolata Hinkum-Booby e di origine Shaker presenta un testo più simile a quello odierno e compare nel tomo A gift to be simple (1940) di Edward Deming Andrews.
Secondo una teoria, nel 1857, due sorelle di Canterbury in visita a Bridgewater, nel New Hampshire, avrebbero insegnato alla gente del posto una canzone il cui testo recita:
I put my right hand out,

In out, in out.

shake it all about.»
Il testo viene ripetuto sostituendo right hand ("mano destra") con left hand ("mano sinistra") e, successivamente, con left leg ("gamba sinistra") e whole my head ("tutta la mia testa").
Una versione dell'Hokey Pokey conosciuta come Ugly Mug del 1872 riporta:
I put my right hand out

I give my right hand, shake, shake, shake, and turn myself about»
Edward W. B. Nicholson pubblicò in seguito un'altra versione del ballo inventata a Golspie che risale intorno al 1891 e documentata su Golspie: Contributions to Its Folklore di Edward Williams Byron Nicholson:
Hilli ballu ballight!

Hilli ballu ballai!

Upon a Saturday night.

Put all your right feet out,

Put all your left feet in,

Turn them a little, a little,

And turn yourselves about.»
In English Folk-Rhymes del 1892 è raccolta un'altra variazione dell'Hokey Pokey originaria di Sheffield:
Can you dance looby, looby,

Can you dance looby, looby,

All on a Friday night?

You put your right foot in;

And then you take it out,

And wag it, and wag it, and wag it,

Then turn and turn about.»
Tali variazioni presentano una marcata somiglianza con la ben più recente Looby Loo e secondo, quanto affermato su English Dance and Song (1966) della English Folk Dance and Song Society avrebbero un'origine comune.
Nel libro Charming Talks about People and Places, pubblicato intorno al 1900, c'è una canzone accompagnata da uno spartito intitolata Turn The Right Hand In. Il brano, di cui non si conoscono l'autore e il compositore, ha una melodia differente rispetto a quella oggi conosciuta, ma liriche più simili rispetto a molte di quelle che vengono usate nelle prime versioni della traccia:
turn the right hand out,

give your hands a very good shake,

and turn your body around.»
Gli otto versi seguenti ripetono la stessa frase sostituendo right hand con altre parti del corpo.
Nonostante ciò, altre testimonianze riportano che il brano sarebbe nato soltanto durante il Blitz di Londra del 1940. Nel corso della guerra, un ufficiale canadese suggerì ad Al Tabor, un bandleader britannico attivo tra gli anni venti e quaranta, di scrivere una canzone da accompagnare a semplici gesti sulla falsariga di Under the Spreading Chestnut Tree. Il titolo del brano, ovvero The Hokey Pokey, proviene dalla frase che usava un venditore di gelati per attrarre i clienti. Dal momento che il compositore, paroliere ed editore Jimmy Kennedy rinnegò un accordo finanziario per promuovere e pubblicare il brano, Tabor si accordò in via stragiudiziale e rinunciò a tutti i diritti sul numero.

## Cover
- Nel 1948 Larry LaPrise, Charles Macak e Tafit Baker registrarono una cover della canzone che uscì due anni più tardi.[8]
- Il lato B del singolo The Bunny Hop, pubblicato da Ray Anthony and His Orchestra nel 1953, è una cover di Hokey Pokey.
- Kristine Sparkle dei Family Dogg pubblicò una cover del brano su singolo e sul suo album d'esordio, entrambi usciti nel 1974.
- La cover di Hokey Pokey firmata dagli Snowmen del 1981 si piazzò al diciottesimo posto nella classifica britannica.
- Il gruppo novelty/pop Black Lace pubblicò una cover del brano nel 1985.